# 中世朝鲜语
中世朝鲜语指的是高丽王朝至朝鲜王朝中期（10世纪到16世纪）的朝鲜语。由于高丽在这一时期的首都位于开城，因此这一时期的朝鲜语主要以开城的口音为基准。
其中一部研究中世朝鮮語重要的文獻是《鷄林類事》（계림류사），記錄了數百個朝鮮語的詞彙，這些詞彙在1103年用漢字記錄，由於用漢字記錄，所以對了解中世朝鮮語作用有限。訓民正音，或稱諺文，在1443年創製，並在1446年的9月或10月由朝鮮第四位王世宗大王頒佈。諺文的发明使得记录朝鲜语更加便捷。

## 资料
直到19世纪末，朝鲜大部分正式书面文本都用文言文书写。在15世纪之前，朝鲜语较少有文字记录。仅有的朝鲜语记录方式包括“吏读”和“乡札”，是以汉字表音来记录朝鲜语，较为繁琐。因此，早期中世朝鲜语和它之前的古朝鲜语一样，文献记录很少。:73这一情况直到1446年谚文的发明，才有了巨大改观。:100
在1970年代之前，早期中世朝鲜语的关键资料只有几份词表。
- 中国《鸡林类事》(1103–1104)是一部关于朝鲜的文献。现存三卷，只剩一篇简短的序和超过350个朝鲜语词汇和短语的词表。[3]:374–375朝鲜语发音以汉字粗略表示。[2]:85–86
- 中国《朝鮮館譯語》（1408)是另一份朝鲜语词表，有约596个朝鲜语词汇。[4]:440[5]:2
- 《鄕藥救急方》（13世纪中期)是一份关于草药疗方的研究。虽然以汉语写成，但约180种草药原料则以汉字语记音的方式拼写朝鲜语。[2]:81
- 日本《二中暦》(编篡自两部12世纪著作)包含了用日语假名转写的朝鲜语数词，但文本较多错误。[2]:81

在1973年，学者在研究高丽时代佛经时，发现佛经行间存有标记，以简化过的汉字写成，指示如何以朝鲜语朗读佛经。此后，特别是1990年代，发现了更多类似的文本，被称为“口诀”。:83:46–48
大多数口诀用字都被简化过，有些在形式上与日语片假名相同，不过这两者之间的历史关系尚不能明确。:83–842000年，又发现了一种更模糊的注释方法，即“角笔”，由以尖笔书写的点线组成。:84两种注释都包含少量音韵信息，对语法标记的研究大有帮助。:85
1446年谚文的创制，使朝鲜语的记录发生了革命性的变化。:100《训民正音》和随后的文本极为详尽地描述了朝鲜语的音韵和形态。:76–77朝鲜语更早期的形式必须要与晚期中世朝鲜语的零碎证据相吻合。:100
这些工作并未在朝鲜语句法上提供多少信息，他们倾向于使用一种模仿文言文的生硬文风。朝鲜语口语的最好材料是朝鲜王朝司譯院制作的外语翻译课本。:100

## 朝鮮語分期
關於朝鮮語分期的劃分，學術界有不同的看法。日本學者河野六郎的見解如下：
- 古代朝鮮語：諺文創製（1443年）之前
- 中期朝鮮語：諺文創製（1443年）至壬辰之乱（1592年）期間
- 近世朝鮮語：壬辰之乱（1592年）至今

韓國學者李基文的觀點則與河野六郎不同：
- 古代國語：高麗建國（10世紀前半）以前
- 前期中世國語：高麗時代（10世紀前半～14世紀末）
- 後期中世國語：朝鮮王朝建国（14世紀末）至壬辰倭乱（16世紀末）
- 近代國語：壬辰倭乱（17世紀初）至開化期（19世紀末）
- 現代國語：開化期（20世紀初）至今

## 音韻
以下内容采用东京大学教授福井玲的拟音。

### 子音
| 子音     | 牙音 | 舌音 | 舌音 | 脣音 | 脣輕音 | 齒音  | 齒音 | 齒頭音 | 齒頭音 | 正齒音 | 正齒音 | 喉音  | 喉音  | 半舌音 | 半舌輕音 | 半齒音 |
| -------- | ---- | ---- | ---- | ---- | ------ | ----- | ---- | ------ | ------ | ------ | ------ | ----- | ----- | ------ | -------- | ------ |
| 全淸     | [k]  | [t]  | [t]  | [p]  | [ɸ]    | [t͡s]  | [s]  | [t͡ɕ]   | [ɕ]    | [ʈ͡ʂ]   | [ʂ]    | [ʔ]   | [ʔ]   |        |          |        |
| 次淸     | [kʰ] | [tʰ] | [tʰ] | [pʰ] | [ɸʰ]   | [t͡sʰ] |      | [t͡ɕʰ]  |        | [ʈ͡ʂʰ]  |        | [h~x] | [h~x] |        |          |        |
| 全濁     | [ɡ]  | [d]  | [d]  | [b]  | [β]    | [d͡z]  | [z]  | [d͡ʑ]   | [ʑ]    | [ɖ͡ʐ]   | [ʐ]    | [ɦ~ɣ] | [ɦ~ɣ] |        |          |        |
| 不淸不濁 | [ŋ]  | [n]  | [nː] | [m]  | [w]    |       |      |        |        |        |        | [j]   | [ʎ]   | [l]    | [ɾ]      | [ɲ]    |

紧塞音pp、tt、cc和kk在现代朝鲜语中是独立的音素，但在晚期中世朝鲜语中则是复辅音的同位异音。:128–129
紧擦音hh只出现在hhye-“拉”一个动词词根中，现代朝鲜语中已经消失了。:130
浊擦音/β/、/z/和/ɣ/只出现在少数几个环境中，一般认为来自/p/、/s/和/k/的弱化。:64:431它们在大多数现代方言中都消失了，东南和东北少数方言在这些词里保留了/p/、/s/和/k/。:320–321
晚期中世朝鲜语的复辅音仅剩几个了：sp-、st-、sk-、pt-、pth-、ps-、pc-、pst-和psk-。:130:20一般认为它们来自中古时代元音o和u的词中音消失。例如，《鸡林类事》记载有*posol(菩萨)“米”，变为晚期中世朝鲜语中psól和现代的ssal。:19–20类似过程也适用于送气音。例如，《鸡林类事》记载有*huku-(黒根)“大”，变为晚期中世朝鲜语和现代khu。:20

### 母音
| 母音   | 天  | 地  | 人  | 天地 | 天地人 |
| ------ | --- | --- | --- | ---- | ------ |
| 陽聲韻 | [ʌ] |     |     | [o]  | [io]   |
| 陽聲韻 | [ʌ] |     |     | [a]  | [ia]   |
| 隂聲韻 |     | [ɨ] |     | [u]  | [iu]   |
| 隂聲韻 |     | [ɨ] |     | [ə]  | [iə]   |
| 中聲韻 |     |     | [i] |      |        |

这些元音的确切音值仍不能确定。:156元音中的6个仍能在现代朝鲜语中区分，只有济州语能区分o。:156其他方言中，均在词第一个音节与a合流，其他地方和u合流。:81
中期朝鮮語中除了現代朝鮮語中也存在的上升雙元音ㅑia[ja]、ㅕie[jə]、ㅛio[jo]、ㅠiu[ju]之外,還有下降雙元音。ㅐai、ㅔei在現代朝鮮語中是單元音[ɛ][e],但在中期朝鮮語中,根據其文字構成(ㅐ是a+ㅣ,ㅔ是ㅓ+ㅣ)發音為[ai]、[əi]。類似地，存在 ㅚoi[oi]、ㅟui[ui]、ㆎ@i[ʌi]、ㅢyi[ɯi]。另外，還有三重元音ㅒiai[jai]、ㅖiei[jəi]、ㆉioi[joi]、ㆌiui[jui]。
晚期中世朝鲜语有固定的元音和谐，《训民正音》中将元音划为阴阳中三组。:81:161–162
阴性元音和阳性元音不能出现在一个词中，但都可以和中性元音共存。:81:162
元音和谐背后的语音维度也存在争议。李基文认为晚期中世朝鲜语元音和谐基于元音高度。:162
一些更晚的学者则归因于舌根前移与后移。:457
13世纪的中古蒙古语借词展现出几个令人困惑的对音，特别是在中古蒙古语ü和朝鲜语u之间。:94
李基文基于这些数据和《鸡林类事》的转写，认为朝鲜语在13到15世纪间经历过一次元音链变，影响了5个元音：:94–95
- y > u > o > ʌ
- e > ə > ɨ

威廉·拉波夫发现这样的链变和他调查过的所有链变都不同。:138–139
李基文的蒙古语和《鸡林类事》材料转写也被其他学者质疑。:254–255:429
晚期中世朝鲜语还有两个半元音，y[j]和w[w]：:81–82:159–161
- y介音后可接4个元音，谚文用调整过的字母表示：ya[ja]、ye[jə]、ywo[jo]和ywu[ju]。
- w介音后可接a或e，都用两个元音符号来写：wa[wa]和we[wə]。
- y韵尾前可接i以外的任何元音或任何带介音的元音，在结尾加i⟨ㅣ⟩表示。到现代朝鲜语中元音韵尾均单化。

### 四聲
| 四聲 | 傍點 | 傍點 | 傍點 | 傍點 | 傍點  |
| ---- | ---- | ---- | ---- | ---- | ----- |
| 平聲 | [˨]  | [˨]  | [˨]  | [˨]  | [˨]   |
| 去聲 | [˦]  | [˦]  | [˦]  | [˦]  | [˦]   |
| 上聲 | [˨˦] | [˨˦] | [˨˦] | [˨˦] | [˨˦]  |
| 入聲 | [-k] | [-t] | [-p] | [-s] | [-lʔ] |

中世朝鮮語中存在音高重音，有低調、低高調和高調三種調類，此外還有一些發音短而急促的音節。《訓民正音》按照漢語音韻學理論分別定為平上去入四聲，並規定書寫時在左側添加傍點（방점）來表示，寫法是“左加一點則去聲，二則上聲，無則平聲。入聲加點同而促急。”
早期谚文文本在音节上区分3个声调：低调(无标)、高调(1个点)和升调(2个点)。:163升调可能持续得更长，可能产生自一个低调音节和一个高调音节的结合。:163–165晚期中世朝鲜语文本没有展现出一个词中第一个高调或低调后的清晰对立，说明中世朝鲜语拥有的高低重音而不是完整的声调系统。:167–168

## 词汇
尽管部分汉语词汇在更早时已经进入了朝鲜语，中世朝鲜语仍是大量而系统的汉字语大量流入的时期。:118
现代朝鲜语词汇超过半数都包含汉字语，不过在基础词中只能占到约十分之一。:136
文言文是自7世纪直到1890年代甲午更张期间，朝鲜政府和学术研究使用的语言。:55–57
在958年高丽光宗仿照中国科举制建立朝鲜科举制度后，书面汉语的熟悉和中华古籍便扩散至整个统治阶级。:98
朝鲜文人以基于中古汉语的经过标准化的朝鲜语读音阅读汉语文本。
他们也用中国韵书，这样可以系统性地拟出任何字的汉字语读法。:76
这个系统后来变得极为稳固，以至于15世纪试图贴近当时汉语实际读法的改革彻底失败。:56
汉语的声望稍后通过朝鲜王朝对儒教的唯一推崇而愈加增强，汉语文学形式也涌入朝鲜社会的每个阶级。:235
大部分都是表示外来文化的词汇，也引进了一些直接和本土词竞争的词。:235
中世朝鲜语许多本土词汇被汉字语同义词取代，如下。
| 词义 | 本土词 | 汉字语       | 中古汉语 |
| ---- | ------ | ------------ | -------- |
| 百   | wón    | póyk > payk  | paek     |
| 千   | cúmun  | chyen > chen | tshen    |
| 江   | kolom  | kang         | kaeng    |
| 山   | mwoy   | san          | srean    |
| 城   | cas    | syeng > seng | dzyeng   |
| 父母 | ezí    | pwúmwo       | bjuXmwuX |